# نالیباکی
نالیباکی (به لاتین: Nalibaki) یک منطقهٔ مسکونی در بلاروس است که در منطقه مینسک واقع شده‌است.